# Воингозеро
Воингозеро — озеро на территории Сосновецкого сельского поселения Беломорского района Республики Карелии.

## Общие сведения
Площадь озера — 15,9 км², площадь водосборного бассейна — 87,5 км². Располагается на высоте 124,1 метров над уровнем моря.
Форма озера лопастная, продолговатая: оно более чем на девять километров вытянуто с северо-запада на юго-восток. Берега изрезанные, каменисто-песчаные, местами заболоченные.
Из восточного залива Воингозера вытекает река Воинга, впадающая с правого берега в реку Чуруж. Последняя, в свою очередь, втекает с левого берега в реку Охту, впадающую в реку Кемь.
В озере более трёх десятков безымянных островов различной площади, однако их количество может варьироваться в зависимости от уровня воды.
Код объекта в государственном водном реестре — 02020001011102000006400.